# Gostomin (Radowo Małe)
Gostomin (deutsch Justemin) ist ein Dorf in der Woiwodschaft Westpommern in Polen. Es gehört zur Gmina Radowo Małe (Gemeinde Klein Raddow)  im Powiat Łobeski (Labeser Kreis).

## Geographische Lage
Das Dorf liegt in Hinterpommern, etwa 60 Kilometer nordöstlich von Stettin und knapp 20 Kilometer westlich der Kreisstadt Labes. Am südlichen Rand des Dorfes verläuft in Ost-West-Richtung die Woiwodschaftsstraße 147.

## Geschichte
Ab dem 19. Jahrhundert bestanden der politische Gutsbezirk Justemin und die Landgemeinde Justemin nebeneinander. Zum Gutsbezirk Justemin gehörten auch das Gut Amalienburg und das Vorwerk Gebelshof. Im Jahre 1910 zählte der Gutsbezirk Justemin 131 Einwohner, die Landgemeinde Justemin 87 Einwohner.
Später wurde der Gutsbezirk in die Landgemeinde eingemeindet. Bis 1945 bildete Justemin eine Landgemeinde im Kreis Regenwalde der preußischen Provinz Pommern. Zur Landgemeinde gehörten auch die Wohnplätze Amalienburg und Gebelshof. Die Gemeinde zählte im Jahre 1925 286 Einwohner in 50 Haushaltungen und im Jahre 1939 281 Einwohner.
Nach dem Zweiten Weltkrieg kam Justemin, wie ganz Hinterpommern, an Polen. Die Bevölkerung wurde durch Polen ersetzt. Das Dorf erhielt den polnischen Ortsnamen „Gostomin“. Heute liegt das Dorf in der polnischen Gmina Radowo Małe (Gemeinde Klein Raddow), in der es ein eigenes Schulzenamt bildet, zu dem auch der Wohnplatz Gildnica (Amalienburg) gehört.

## Söhne und Töchter des Ortes
- Alexander Steffen (1871–1954), deutscher Gartenbaudirektor, Pflanzenzüchter und Autor